# غابرييلا إسلر
إسمها الكامل ماريا غابرييلا دي خيسوس إسلر موراليس (بالإسبانية: María Gabriela de Jesús Isler Morales)‏ هي ملكة جمال وعارضة أزياء فنزويلية وصاحبة لقب ملكة جمال الكون لسنة 2013 في المسابقة التي أقيمت في مدينة موسكو عاصمة روسيا وهي الفائزة أيضا بلقب ملكة جمال فنزويلا لسنة 2012 ولدت في 21 مارس 1988 في مدينة بلنسية في ولاية كاربادو في فنزويلا يبلغ طولها 178 سم هي أيضا من أصول سويسرية حيث أن أصل جدها هو مدينة لوزان في سويسرا.

## روابط خارجية
- غابرييلا إسلر على موقع IMDb (الإنجليزية)
- IrisMittenaereO على تويتر.